# Petäjäjoki (vattendrag i Finland)
Petäjäjoki är ett vattendrag i Finland.   Det ligger i landskapet Kajanaland, i den centrala delen av landet, 500 km norr om huvudstaden Helsingfors.